# جائزة الصحافة الأوروبية
جائزة الصحافة الأوروبية هو برنامج جوائز للتميز في مجال الصحافة في جميع دول أوروبا البالغ عددها 47 دولة. وقد تأسست الجائزة في عام 2012 على يد سبعة من مؤسسات الإعلام الأوروبية.
وقد تم الإعلان عن أول الحاصلين على هذه الجائزة في يناير 2013. حيث تم فتح باب الترشيح في 1 يوليو وأغلق في 26 أكتوبر 2012. وقدمت الجوائز في مؤتمر للمؤسسات الإعلامية الأوروبية في أمستردام في 26 فبراير 2013.

## المؤسسون
- مؤسسة الغارديان، المملكة المتحدة
- مؤسسة يولاندس بوستن
- صندوق قروض تنمية وسائل الإعلام، جمهورية التشيك
- مؤسسة بوليتيكن، الدنمارك
- مؤسسة رويترز، المملكة المتحدة
- الديمقراطية ووسائل الإعلام، هولندا
- [جمعية فيرونيكا، هولندا

## الفئات
تمنح الجوائز في أربع فئات منفصلة بحيث تكون قيمة كل جائزة 10000 يورو:
- جائزة التحرير تقدم «للمحرر الذي قدم أكبر مساهمات في النقاش العام والوعي المجتمعي».
- جائزة المعلق تمنح «لكاتب المقال، أو العمود أو المعلق الذي قدم الكثير لإلقاء الضوء على القضايا المهمة وتنوير قرائه.»
- جائزة التقرير الإخباري تمنح «للصحفي، أو الكاتب المتخصص، الذي ترك عمله أثرًا واضحًا.»
- جائزة الابتكار تمنح «للابتكار المتميز خلال العام - طباعة أو على الشاشة - الذي يقدم مساهمة كبيرة في مستقبل الصحافة».

## لجنة التحكيم
ترأس لجنة التحكيم هاري إيفانز، محرر في مؤسسة رويترز، والمحرر السابق في جريدة صنداي تايمز، أما أعضاء لجنة التحكيم فهم: سيلفي كوفمان، رئيس التحرير السابق لصحيفة لوموند وعضو مجلس إدارة شبكة المحرّرين العالميين، والفيلسوف والمحرر الإيطالي باولو فلورس دى أركيس ويفجينيا ألباتس، ورئيس تحرير الصحيفة الروسية نيو تايمز.